# Drôle de missionnaire
Pour plus de détails, voir Fiche technique et Distribution.
Drôle de missionnaire (The Missionary) est un film britannique réalisé par Richard Loncraine, sorti en 1982.

## Synopsis
Un prêtre de l’Église d’Angleterre, le révérend Charles Fortescue, travaille comme missionnaire en Afrique qui retourne au bout de dix ans en Angleterre au printemps 1906. Alors que le navire accoste, une autre passagère, identifiée plus tard comme étant Isabel Lady Ames, le heurte par mégarde.
Charles est fiancé à Deborah Fitzbanks, la fille d’un autre ecclésiastique. Elle n’était qu’une enfant lorsqu’il est parti, elle est maintenant une jeune femme impatiente de se marier et d’avoir beaucoup d’enfants. Cependant, elle ne veut pas que son futur époux la touche.
L’évêque de Londres lui confie une nouvelle mission : celle de mettre en place une mission pour secourir les femmes qui fréquentent le port de Londres le soir, mais il ne peut lui offrir aucun financement. Pour l’aider, Deborah écrit à Lord Ames, l’homme le plus riche d’Angleterre. Charles se rend à contrecœur dans leur énorme manoir. L’endroit a tellement de pièces que Slatterthwaite, le majordome de longue date, a constamment du mal à s’y retrouver. Il parvient finalement à amener Charles auprès des Ames. Lord Ames déteste les missionnaires (entre autres choses) mais Lady Ames est encline à contribuer à la mission, d’autant plus qu’elle le trouve attirant (et lui dit). Quelque peu dérouté, Charles tente de partir, mais elle insiste pour qu’il passe la nuit au manoir.
Tard dans la nuit, elle vient dans sa chambre. Il essaie de la faire partir mais lorsqu'ils entendent quelqu’un arriver, elle se cache sous ses draps. Il s’avère que c’est Slatterthwaite, perdu une fois de plus dans les lieux. Après s’être rendu compte que ce n’est pas sa chambre, il s’en va. Isabel profite alors de la situation pour s'approcher de Charles. Satisfaite, elle finance sa mission.
Charles se met au travail avec zèle, mais la première prostituée à qui il parle est très sceptique. Lorsqu’il insiste sur le fait qu’il ne la méprise pas, elle le met au défi de le prouver en couchant avec elle. C’est ce qu'il fait et, comme la nouvelle de ses méthodes peu orthodoxes se répand rapidement, sa mission est bientôt remplie de jeunes femmes. Lorsqu’Isabel lui rend visite, elle le découvre épuisé et dormant à même le sol, avec trois femmes nues dans son lit. Elle met fin à ses aides.
Lorsque Charles tente de s’expliquer, Isabel déclare qu’elle espérait qu’il l’aiderait à changer de vie (il s’avère que Lord Ames et elle n’ont pas de rapports sexuels). Les jeunes femmes reprennent leur activité pour que la mission subsiste.
Fortescue reçoit la visite de l’évêque dans la mission. Fortescue essaie d’expliquer que la mission a tellement réussi qu’ils n’ont plus besoin de l’argent de Lady Ames. L’évêque lui répond que c’est le succès même de la mission qui menace sa continuation. D’autres confessions religieuses de la région se plaignent de ne pas pouvoir attirer suffisamment de jeunes filles dans leurs missions car elles vont toutes à celle de Fortescue. L’évêque lui dit que, à cause de rumeurs, il doit déménager dans une autre paroisse, sinon le Conseil missionnaire fermera la sienne.
L’évêque lui dit également que quelqu’un a essayé d’assassiner Lord Ames en empoisonnant sa nourriture ; la tentative n’a échoué que parce que Slatterthwaite s'est encore trompé et que c'est un des jardiniers qui est mort à la place. Charles en déduit que Lady Ames a l’intention de faire assassiner son mari. Il se précipite dans leur propriété écossaise le jour de son mariage et parvient à déjouer un « accident » de tir orchestré par Corbett, un fervent admirateur d’Isabel. La balle touche Lady Ames à sa place, elle ne soit que blessée. Lord Ames prend le majordome Slatterthwaite comme nouveau compagnon de lit. [3]
Pendant ce temps, l’évêque de Londres reçoit de nombreuses plaintes d’autres confessions religieuses au sujet des méthodes inhabituelles de Charles. Il donne le choix à Charles : quitter la mission ou l’Église. Charles choisit cette dernière possibilité, il est rejoint par Isabel. Des photos à la fin du film montrent qu’ils ont deux enfants.

## Fiche technique
- Titre original : The Missionary
- Titre français : Drôle de missionnaire
- Réalisation : Richard Loncraine
- Scénario : Michael Palin
- Photographie : Peter Hannan
- Musique : Mike Moran
- Pays d'origine : Royaume-Uni
- Format : Couleurs - 2,35:1 - Mono
- Genre : comédie
- Durée : 90 minutes
- Date de sortie : 1982

## Distribution
- Michael Palin (VF : Guy Chapellier) : Le Révérend Charles Fortescue
- Maggie Smith (VF : Anne Deleuze) : Lady Isabel Ames
- Phoebe Nicholls : Deborah Fitzbanks, la fiancée du révérend
- Trevor Howard (VF : Roland Ménard) : Lord Henry Ames
- Graham Crowden (VF : Marc de Georgi) : Le Révérend Fitzbanks
- Denholm Elliott (VF : Jacques Deschamps (acteur)) : L'Évêque
- Michael Hordern (VF : Michel Paulin (acteur)) : Slatterthwaite, le majordome
- Rosamund Greenwood (VF : Monique Thierry) : Lady Fermleigh
- Tricia George (VF : Odile Schmitt) : Ada, la première prostituée
- Sophie Thompson (VF : Dorothée Jemma) : Violette
- Anne-Marie Marriott : Emily
- Roland Culver : Lord Fermleigh
- David Suchet : Corbett
- Janine Duvitski : Millicent
- Valerie Whittington : Emmeline
- Timothy Spall : Parswell

## Récompense
- Grand prix du Festival de Chamrousse 1985